# Andrej Alenitsjev
Andrej Anatoljevitsj Alenitsjev (Russisch: Андрей Анатольевич Аленичев; Velikieje Loeki, 27 januari 1971) is een Russisch trainer en voormalig voetballer.

## Carrière
Z'n profcarrière startte hij bij FC Mashinostroitel Pskov, waar hij 3 jaar speelde. Na buitenlandse avonturen bij NK Samobor (Kroatië) en RC Genk (België) keerde hij in 1996 terug naar Rusland, waar hij uitkwam voor FC Energiya Velikiye Luki, FC Pskov en  FC Pskov-747 Pskov. Bij die laatste club beëindigde hij in 2008 z'n spelerscarrière. Hij was er in 2009 trainer.

## Jonge broer
Alenitsjev heeft een jongere broer Dmitri die eveneens voetballer is.